# Haslett
Haslett é uma Região censo-designada localizada no estado americano de Michigan, no Condado de Ingham.

## Demografia
Segundo o censo americano de 2000, a sua população era de 11.283 habitantes.

## Geografia
De acordo com o United States Census Bureau tem uma área de
23,5 km², dos quais 21,6 km² cobertos por terra e 1,9 km² cobertos por água.

## Localidades na vizinhança
O diagrama seguinte representa as localidades num raio de 16 km ao redor de Haslett.